# Ylenia Scapin
Ylenia Scapin, född 8 januari 1975 i Bolzano, Italien, är en italiensk judoutövare.
Hon tog OS-brons i damernas halv tungvikt i samband med de olympiska judotävlingarna 1996 i Atlanta.
Hon tog OS-brons i damernas mellanvikt i samband med de olympiska judotävlingarna 2000 i Sydney.